# Fogartach mac Néill
Fogartach mac Néill (m. 724), a veces llamado Fogartach ua Cernaich, era un rey irlandés considerado como Rey Supremo de Irlanda.
Pertenecía a la familia de Uí Chernaig de los Síl nÁedo Sláine de los Uí Néill. Fue rey de Brega y era hijo de Niall mac Cernaig Sotal (m. 701) y bisnieto de Diarmait mac Áedo Sláine (m. 665).

## Rey de Brega
Fogartach puede ser identificado como el "Focortoch" que firmó como aval del Cáin Adomnáin en Birr en 697.
La información más antigua en los anales irlandeses es su huida del campo de batalla de Claenath (Clane, Co.Kildare) en 704 tras la derrota de una coalición de los Uí Néill del sur por Cellach Cualann (muertos 715), Rey de Leinster.
En 714 Fogartach fue depuesto como rey de Brega y se exilió en Gran Bretaña. Ha sido sugerido que fue el Rey Supremo, Fergal mac Máele Dúin (m. 722), quién le depuso, pero parece más probable que se tratara de una disputa dentro de los Síl nÁedo Sláine, y que Fogartach fuera expulsado por su tío Conall Grant (m. 718), asistido por Murchad Midi (m. 715) de Clann Cholmáin. Conall mató a Murchad al año siguiente y Fogartach regresó en 716.
Causó disturbios en 717 en el Oenach Tailtiu—una asamblea anual de los Uí Néill en Teltown—donde "el hijo de Ruba y el hijo de Dub Sléibe" fueron asesinados, pero la entrada en los anales no da información suficiente para explicar qué pasó allí y por qué. Al año siguiente Conall Grant ganó una batalla contra una coalición los Uí Néill del sur en Kells, pero fue asesinado por Fergal mac Máele Dúin más tarde.
A comienzos de los años 720, el territorio de Fogartach fue atacado por los reyes de Leinster y Cathal mac Finguine, rey de Munster. Fergal mac Máele Dúin emprendió campañas contra Leinster en venganza, pero fue asesinado en la batalla de Allen, el 11 de diciembre de 722. Su hermano Áed Laigin murió en esta batalla.

## Rey Supremo
Fogartach reemplazó a Fergal como rey Supremo, pero cayó víctima de la guerra interna de los Síl nÁedo Sláine, muriendo en la batalla de Cenn Deilgden a manos de Cináed mac Írgalaig de los Uí Chonaing del norte de Brega. Esta era una antigua disputa, ya que el padre de Cináed había asesinado al padre de Fogartach en 701. El informe de su muerte en los Anales de Ulster no le menciona como Rey Supremo.

## Descendientes
Sus hijos incluyen:
- Flann Foirbthe (m. 716) quién murió en vida de su padre .[13]
  - -Su hijo Cernach murió en la Batalla de Bolg Bóinne en 770.[14]
- Cernach mac Fogartaig (m. 738)[15]
- Fergus mac Fogartaig (m. 751) llamado Rey del sur de Brega en su obituario.[16]
- Finsnechta mac Fogartaig (m. 761)
- Coirpre mac Fogartaig (m. 771) llamado Rey de Brega en su obituario.[17]
- Fogartach mac Cummascaig (m. 786) rey del sur de Brega
- Cummuscach mac Fogartaig

Sus descendientes que representan la línea principal del Uí Chernaig basados en Lagore se enfrentaron con los descendientes de su tío Conall Grant, los Síl Conaill Graint de Calatruim por el dominio del sur de Brega.